# Flavius Iulius Constantius
Flavius Iulius Constantius (született ismeretlen helyen, 289 után – Konstantinápoly, 337 szeptembere) Constantius Chlorus és Flavia Maximiana Theodora (Maximianus örökbefogadott leánya) fia, apai féltestvére I. Constantinusnak. Constantinuson kívül két fivére és három nővére volt. A 335. évben consul, 337-ben ítélet nélkül kivégezték legidősebb, ismeretlen nevű fiával együtt. Két fia maradt utána, Flavius Constantius Gallus és Flavius Claudius Iulianus, valamint egy ismeretlen nevű leánya, aki II. Constantius első felesége lett.

## Élete
Iulius Constantius kétszer nősült, mindkétszer megözvegyült. Első felesége Galla, a későbbi consulok, Vulcacius Rufinus és Neratius Cerealis húga. Gallától két fia született, valamint egy vagy két leánya. Galla halála után egy görög nőt vett feleségül. Flavia Basilina Egyptus helytartójának, Flavius Iulius Iulianusnak leánya volt. Ebből a házasságból született Iulianus 331-ben, és Basilina egy vagy két éven belül meghalt. Iulius Constantius 333-ban 44 évesnél fiatalabb volt még, így elképzelhető harmadik házasság is, de nincs adat róla.
Iulius Constantius és családja a 330-as évek előtt nem élt a császári udvarban, az etruriai Massa Veternensis és a hellasi Corynthus között ingázott. Ennek oka valószínűleg Helena augusta, Constantinus anyja volt, aki szívből gyűlölte Theodora gyermekeit. Helena 329 körül meghalt; jellemző, hogy Gallus Etruriában született, míg 331-ben Iulianus már Konstantinápolyban. Helena halálával valószínűleg rendeződött Constantinus és a még életben lévő féltestvéreinek viszonya, ami talán annak is köszönhető, hogy Iulius Constantius sosem avatkozott a nagypolitikába és nem kérdőjelezte meg Constantinus uralkodásának legitimitását. Ennek eredményeképpen 327-ben és 335-ben consulnak is kinevezte a császár.
Constantinus azonban 337-ben teljesen váratlanul meghalt. A fiai között kibontakozó bizonytalan, később polgárháborúhoz vezető helyzetben II. Constantius – aki Konstantinápolyt kapta az osztozkodásnál – Constantinus minden még élő féltestvérét kivégeztette perek és ítélet nélkül. Ezek a nagybácsik ugyanis joggal kérdőjelezhették volna meg Constantinus fiainak uralkodását, mivel apjuk, házasságon kívüli kapcsolatból született és egyébként is erőszakkal szerezte meg az augustusi címet. Iulius Constantiust Konstantinápolyban letartóztatták és rövid fogvatartás után kivégezték, csakúgy mint legidősebb – ismeretlen nevű – fiát.
Mindkét életben maradt, ekkor még gyermekkorú fia később caesari címet kapott, legkisebb fia, Iulianus pedig II. Constantius utódja lett az augustusi méltóságban.

## Egykorú források
Iulius Constantiusról az egykorú források csak érintőlegesen tesznek említést, ami ismét csak azt bizonyítja, hogy nem nagyon politizált. Ióannész Zónarasz és Eutropius említik, majd később a Iulianusszal foglalkozó források, mint Ammianus Marcellinus, Libaniosz, Priszkosz, Euszebiosz és Athanasziosz. Természetesen Iulianus, a filozófus császár írásaiból sem hiányzik.
| Elődei: I. Constantinus és II. Constantius | Consul 327 collega: Lucius Valerius Maximus Basilius | Utódai: Flavius Ianuarinus és Vettius Iustus |

| Elődei: Flavius Optatus és Manlius Caesonius | Consul 335 collega: Caius Caeionius Rufius Albinus | Utódai: Virius Nepotianus és Tettius Facundus |